# Włodzimierz Antonowicz
Pour les articles homonymes, voir Antonowicz.
Włodzimierz Antonowicz ou Volodimir Antonovich (18 janvier 1834 - 21 mars 1908, à Kiev), est un historien et ethnologue ukrainien de premier plan et un des chefs de file de l'éveil national ukrainien dans l'Empire russe.
Il était le père de Dmytro Antonovich, président du parti révolutionnaire ukrainien.